# Anders Fjordbach
Anders Fjordbach, född den 4 november 1990 i Ålborg är en dansk racerförare.